# Grand Isle County
Grand Isle County är ett county i delstaten Vermont, USA. Det är ett av fjorton countyn i staten. Den administrativa huvudorten (county seat) är North Hero. År 2010 hade countyt 6 970 invånare.
Countyt är uppkallat efter den största ön, Grand Isle, i Champlainsjön.

## Geografi
Enligt United States Census Bureau har countyt en total area på 504 km². 214 km² av den arean är land och 290 km² är vatten.

### Angränsande countyn
- Franklin County, Vermont - öst
- Chittenden County, Vermont - syd
- Clinton County, New York - väst
- och gränsar till Québec, Kanada, i norr.